# アンジェラ・カーター
アンジェラ・カーター（Angela Carter、1940年5月7日 - 1992年2月16日）は、イギリス・イングランドの小説家、ジャーナリスト、編集者、翻訳家。
本名、アンジェラ・オリーブ・ストーカー。
肺癌により52歳で病没。晩年から没後にかけて改めて注目され、その重要性も高まっている。なお彼女は日本に2年余り住んでいた。

## 幼少期
1940年、イーストボーンにてソフィア・オリーブ・ストーカーとフー・アレクサンダー・ストーカーの間に生まれた。
幼少期は、母方の祖母とヨークシャーで生活を送るため、疎開していた。
10代の頃は、食欲不振と闘病していた。

## 作風
- 主要作品に見られる豊穣な想像力やブラックユーモアに満ちた作風によって、また読み手を楽しませるような縦横に展開される物語の語り方によって、フェミニスト的、魔術的リアリズム的、かつピカレスクな作品によって知られている。
- 2008年にタイムズ紙が「1945年以降の英国における偉大な作家50人」に挙げた作家でもある。
- 生前はサマセット・モーム賞を受賞したりブッカー賞の審査員をつとめるなど活躍する一方で、無理解や軽視にも遭うなどその評価は分かれがちであった。
- 作品論『アンジェラ・カーター ファンタジーの森』（現代女性作家研究会編、勁草書房、現代イギリス女性作家を読む5） 1992

## 著作

### 小説
- Shadow Dance (1966)
- 『魔法の玩具店』（The Magic Toyshop (1967)、植松みどり訳、河出書房新社） 1988
- Several Perceptions (1968)
- 『英雄と悪党との狭間で』（Heroes and Villains (1969)、井伊順彦訳、論創社） 2024
- 『ラブ』（Love (1971)、伊藤欣二訳、講談社） 1974
- 『ホフマン博士の地獄の欲望装置』（The Infernal Desire Machines of Doctor Hoffman (1972)、榎本義子訳、図書新聞） 2018
- 『花火 九つの冒涜的な物語』（Fireworks: Nine Profane Pieces (1974)、榎本義子訳、アイシーメディックス） 2010
- 『新しきイヴの受難』（The Passion of New Eve (1977)、望月節子訳、国書刊行会） 2018
- 『血染めの部屋 大人のための幻想童話』（The Bloody Chamber and Other Stories (1979)、富士川義之訳、筑摩書房 1992、のちちくま文庫 1999
- 『夜ごとのサーカス』（Nights at the Circus (1984)、加藤光也訳、国書刊行会、文学の冒険） 2000
- 『ブラック・ヴィーナス』（Black Venus (1985)、植松みどり訳、河出書房新社、Modern&Classic） 2004
- 『ワイズ・チルドレン』（Wise Children (1991)、太田良子訳、早川書房、夢の文学館） 1995、のちハヤカワepi文庫 2001
- 『シンデレラあるいは母親の霊魂』（American Ghosts and Old World Wonders (1993)、富士川義之, 兼武道子訳、筑摩書房） 2000
- Burning Your Boats: The Collected Short Stories (1995)
- 『アンジェラ・カーター短編集』（北川依子編注、ロングマン・ジャパン、現代作家シリーズ） 1998 - 日本オリジナル編集の短編集

### 詩集
- Five Quiet Shouters (1966)
- Unicorn (1966)

### ドラマ用シナリオ
- Come Unto These Golden Sands: Four Radio Plays (1985)
- The Curious Room: Plays, Film Scripts and an Opera (1996)
- The Holy Family Album (1991)

### 児童書
- The Donkey Prince (1970)
- 『ミスZ　オウムさがしの旅』（Miss Z, the Dark Young Lady (1970)、榎本義子訳、図書新聞） 2016
- 『猫のいる部屋』（Comic and Curious Cats (1979)、あらいあきら訳、CBS・ソニー出版） 1979
- The Music People (1980)
- Moonshadow (1982)
- Sea-Cat and Dragon King (2000)

### ノンフィクション
- The Sadeian Woman and the Ideology of Pornography (1978)
- Nothing Sacred: Selected Writings (1982)
- Expletives Deleted: Selected Writings (1992)
- Shaking a Leg: Collected Journalism and Writing (1997)

### 翻訳
- The Fairy Tales of Charles Perrault (1977)
- Sleeping Beauty and Other Favourite Fairy Tales (1982) イラスト:Michael Foreman (シャルル・ペロー、Leprince de Beaumont)